# (1414) Jérôme
(1414) Jérôme ist ein Asteroid des Hauptgürtels, der am 12. Februar 1937 vom französischen Astronomen Louis Boyer in Algier entdeckt wurde.
Der Name des Asteroiden ist von Jérôme Boyer, dem Vater des Entdeckers, abgeleitet.